# St. Galler Globus

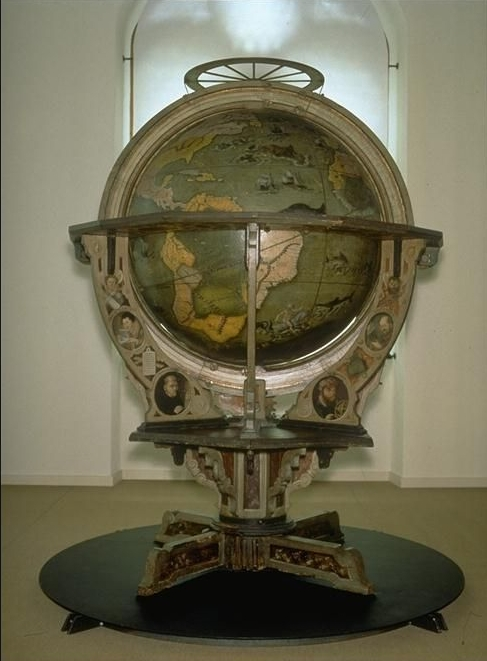
Der St. Galler Globus im Landesmuseum Zürich

Der St. Galler Globus ist ein Erd- und Himmelsglobus, der auf derselben Kugel eine Darstellung der Erde und des Himmels enthält. Er stammt aus der zweiten Hälfte des 16. Jahrhunderts und steht heute im Landesmuseum Zürich. Eine Kopie steht in der Stiftsbibliothek St. Gallen.

## Konstruktion
Beim St. Galler Globus handelt es sich um einen der grössten noch erhaltenen Globen des 16. Jahrhunderts. Er hat einen Kugeldurchmesser von 121 Zentimetern und liegt in einem massiven Holzgestell. Die ganze Konstruktion ist 2,33 Meter hoch.
Dank einer Untersuchung aus den 1960er-Jahren, bei der der Globus demontiert worden war, ist die Art der Kugelkonstruktion bekannt. Die 70 Kilogramm schwere Kugel besteht aus einer Schale aus Holzschindeln, die mit einer Schicht Papiermaché überzogen wurde. Darüber wurde eine Kreideschicht aufgetragen, die als Malschicht diente. Tausende von Kupfernägeln halten das Ganze zusammen.
Die hölzerne Tragekonstruktion ist mit Porträts antiker und mittelalterlicher Naturwissenschaftler verziert. In den umfassenden Ringen sind diverse geografische Messgrössen verzeichnet, die Drehmechanik ist nur teilweise erhalten und im Original nicht mehr funktionstüchtig.
Die auf der Oberfläche aufgemalte Darstellung der Welt basiert auf einer 1569 publizierten Weltkarte von Gerhard Mercator. Aussergewöhnlich ist die für Grösse und Alter einzigartige Kombination eines Erd- mit einem Himmelsglobus: Die den entsprechenden Hemisphären zugehörigen Sternbilder wurden auf dem Erdglobus aufgemalt. Vor allem auf den grossen leeren Flächen noch wenig bekannter Weltgegenden sind die Sternbilder körperhaft gezeichnet, ansonsten sind sie mit goldenen Sternen gekennzeichnet. Die Himmelskartografie ist an zwei 1515 in Nürnberg erschienene Holzschnitte Albrecht Dürers angelehnt. Neben den Sternbildern sind auf leeren Flächen verschiedene Meeresgottheiten, Seeungeheuer und weitere Fabelwesen dargestellt.

## Geschichte

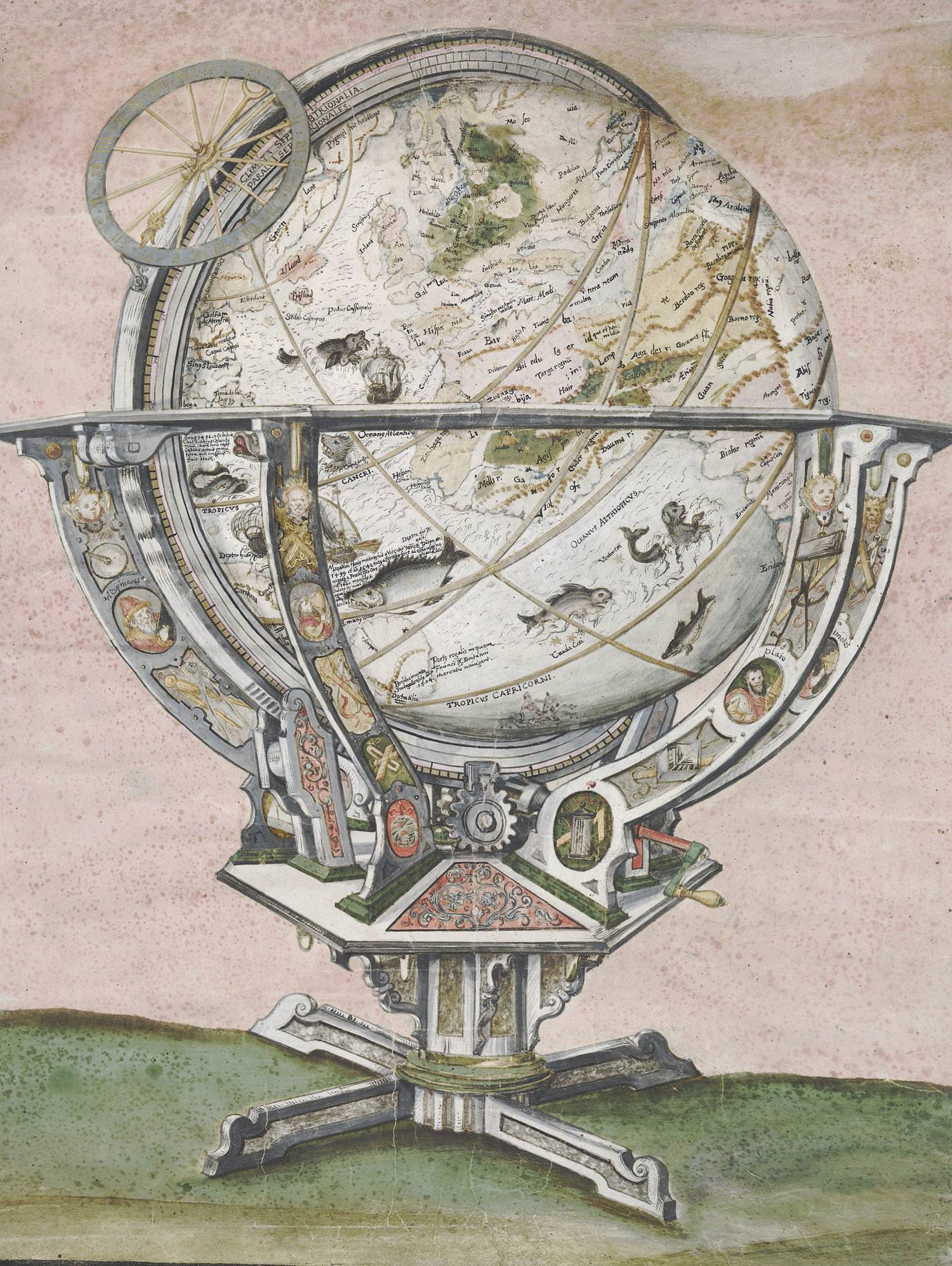
St. Galler Globus vor 1595

Die Herkunftsgeschichte des St. Galler Globus lag weitgehend im Dunkeln, bis 2016 eine auf Pergament gemalte Darstellung des Globus von vor 1595 auftauchte. Dieser «Verkaufsprospekt» ermöglichte es, herauszufinden, dass der Globus von Tilemann Stella kurz nach dem Tod Herzogs Johann Albrecht von Mecklenburg im Jahr 1576 fertiggestellt und 15 Jahre später für Johann VII. aktualisiert wurde. Zuvor hatte man angenommen, er sei zwischen 1571 und 1584 vermutlich in Augsburg angefertigt worden und später, möglicherweise über Jakob Fugger, nach Konstanz gekommen. Nach Gyula Pápay hat Stella den Globus bereits 1552/53 in Rostock hergestellt und wurde dafür von Herzog Johann Albrecht mit 25 Mark entlohnt.
Seine erste schriftliche Erwähnung findet sich im Jahr 1595 im Rechnungsbuch des Abtes des Klosters St. Gallen, Bernhard Müller. Offenbar war der Globus ein Geschenk des Konstanzer Apothekers Lucas Stöckli, der für diese Gabe dennoch grosszügig bezahlt wurde. Von nun an wurde der Globus in der alten Stiftsbibliothek St. Gallen aufbewahrt, wodurch er auch seinen Namen erhielt. Im Verlauf des Zweiten Villmergerkriegs plünderten Zürcher und Berner Truppen 1712 das Kloster, der Globus gelangte auf diese Weise als Teil der erbeuteten Kulturgüter nach Zürich und wurde einige Jahre später in der damaligen Stadtbibliothek in der Zürcher Wasserkirche aufgestellt. Seit 1897 befindet er sich als Depositum in der Ausstellung des Schweizerischen Landesmuseums, wo 1961 eine sanfte Restaurierung vorgenommen wurde.
In den 1990er Jahren flammte der Streit über den Besitz der 1712 erbeuteten Kulturgüter zwischen den Kantonen Zürich und St. Gallen erneut auf. Dieser Kulturgüterstreit wurde Ende April 2006 unter Vermittlung von Bundesrat Pascal Couchepin gelöst. Für den Globus bedeutete dies, dass das Original weiterhin der Zentralbibliothek in Zürich gehört und im Landesmuseum zu besichtigen ist. Der Kanton Zürich erstellte dafür als Gegenleistung auf eigene Rechnung eine Kopie. Diese wurde am 21. August 2009 im Rahmen einer offiziellen Feier in St. Gallen übergeben.

## Nachbildung

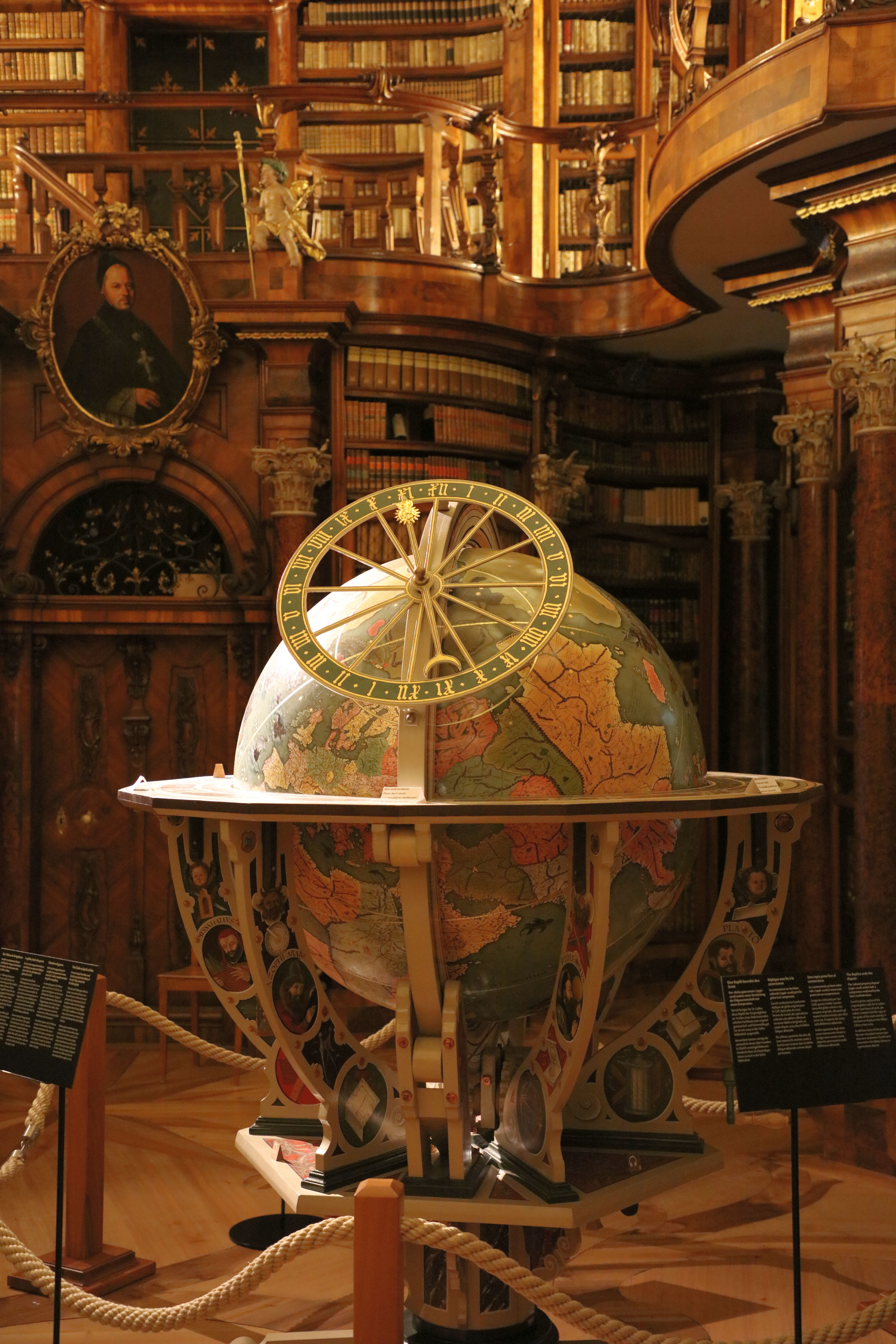
Replikat des St. Galler Globus im Barocksaal der Stiftsbibliothek

Die Globuskopie in der Stiftsbibliothek St. Gallen kann im Gegensatz zum Original im Landesmuseum als wissenschaftliches Instrument bedient, gedreht und gekippt werden, was dem Verständnis und der Inszenierung frühneuzeitlicher Wissenschaft dient. Die aufgefrischten Zeichnungen machen die ganze Pracht der damaligen Himmels- und Erdvorstellungen sichtbar.